# デイト・オブ・バース
Date of Birth（デイト・オブ・バース）は、日本の音楽バンド。1982年に結成されたバンド「マインド・コントロール」を母体として、1985年に福岡で結成された。

## メンバー
- 重藤功（ギター・キーボード）
- 重藤進（ドラム・パーカッション）
- 重藤賢一（打ち込み）
- Norico（ボーカル）

このうち、重藤功、進、賢一は兄弟である。また、進とNoricoは夫婦である。

## 概要
福岡に自身のレコーディング・スタジオ（当初は朝倉市のフチガミ・レコーディング・スタジオ。その後福岡市内等に移転）を持ち、メンバーはプロデューサー、レコーディング・エンジニアとしても活動。大江慎也のソロ作に、プロデュース、楽曲提供、編曲、演奏等の多岐にわたって関わっている。
重藤賢一はCGクリエイターとしても活動しており、「Dob君」というキャラクターを創作しているが、この名前はDate of Birthの略称に由来している。1999年には、「Dob君」が登場するプレイステーション用ソフト「PLANET DOB」も発売。なお、村上隆のキャラクターDOB君は重藤のDob君を元にしたものだとの説もあるが、以前、Date of Birthの公式サイト（現在は閉鎖）で、Noricoが村上とは面識がなく偶然の産物であると語っていた。

## ディスコグラフィー

### シングル・ミニアルバム
1. 思い出の瞳 (1986年8月25日 キティレコード)
  - 12インチ・シングル

  1. 思い出の瞳 - アニメ映画『扉を開けて』エンディングテーマ
  2. 冬空の子供達
  3. スカートの丘
2. you are my secret (1992年2月5日 キティレコード) 
  1. you are my secret -  フジテレビドラマ『あなただけ見えない』主題歌
  2. summer of love
3. 思い出の瞳 (1992年5月13日 キティレコード)
  1. 思い出の瞳 -  読売テレビ・日本テレビ系ドラマ『悪女』主題歌、マルショク・サンリブ CM曲
  2. タイム・アフター・タイム - アサヒ飲料「クリアリー・カナディアン」CM曲
4. カラフル・デイト・オブ・バース (1994年5月25日 キティレコード) 
  1. 野良猫と魔術師 - テレビ朝日「オ・ト・ナにして」オープニングテーマ
  2. おかしなおかしな大冒険
  3. フーズ・ザット・ガール?
  4. 恋のデッド・エンド・ライン
5. デイト・オブ・バースのサイケデリックな世界1994 (1994年6月25日 キティレコード)
  1. 見張り塔からずっと
  2. ヘヴンズ・バー
  3. グリーン・タンバリン
  4. フリー・オブ・ソウル
6. 渚のデイト・オブ・バース (1994年7月25日 キティレコード)
  1. ひと夏の出来事
  2. ガルヴァニック・サーフ
  3. シャイン・オン・マイ・ヘッド
  4. 真夜中の太陽
  5. パラドールにかかる月
7. 荒野のデイト・オブ・バース (1994年9月24日 キティレコード)
  1. ハロー!ハロー!ハロー!(ジョーのテーマ)
  2. エルパソを目指せ
  3. 悲しきメキシコ人
  4. もうひとつの荒野
8. クッキーガール (1994年9月24日 キティレコード)
  1. クッキーガール -  ワコール「Good Upガードル」CM曲
  2. COOKIE GIRL [English Version]
  3. COOKIE GIRL [Instrumental]
9. ECHOES OF LOVE (1994年11月26日 キティレコード)[1]
  1. ECHOES OF LOVE -  東宝映画『ゴジラvsスペースゴジラ』主題歌[1]
  2. BELIEVIN' YOU'RE MINE
  3. ECHOES OF LOVE (instrumental)
10. Dob Meets Europe (1996年 BUNGALOW)
  - DoB名義
  - 12inchアナログ盤

  1. Planet Dob
  2. Fa La Le Ra
  3. Planet Deb
11. クレイジーなジンクス (1997年6月25日 キティレコード)
  1. クレイジーなジンクス - TBSラジオドラマ『VIRUS』テーマ・ソング
  2. プラネット・ヴードゥー
  3. クレイジーなジンクス(スタジオ・ライヴ・ヴァージョン)
  4. クレイジーなジンクス(カラオケ)

### アルバム
1. Around + Around (1985年 PORTRAIT) - インディーズ
  - 10インチ・アルバム

  1. PACK MY BAG
  2. SPACE TO TIME
  3. MISTRESS OF THE NIGHT
  4. REMEMBER EYES
  5. FRESH CHAPTER "MIXED UP 1967"
  6. BACKWARD
2. 夢と涙の日々 (1987年2月25日 キティレコード)
  1. 裸のヴィーナス
  2. 居眠りの夢
  3. 虹のつり橋
  4. 時計
  5. 思い出の瞳
  6. ムタツミンダレ (禁じられた森の街)
  7. 風とラクダ
  8. ガラスの涙
  9. 夢と涙の日々
3. Greatest Hits 1989-1999 (1989年11月25日 キティレコード)
  - タイトルは「Greatest Hits」だが、「10年後に発売される架空のアーティストのベストアルバム」というコンセプトで制作されたオリジナルアルバムである。

  1. 嘘つきリンダ
  2. 愛の出来事
  3. 人生の交差点
  4. 目覚めの時
  5. ようこそネヴァーランドへ - テレビ東京『ファッション通信』オープニングテーマ
  6. 瞳の中にヘヴン
  7. ハロー!ハロー!ハロー!
  8. ありふれた恋
  9. デイジー・チェイン
  10. 君は恋人
  11. テレフォン・ゴッド
  12. 君は僕のもの
  13. ジャックのさよなら- マルショク・サンリブ「生活は生もの。編」 CM曲
4. MIND CONTROL (1990年2月21日 JAPレコード)
  - 「Around + Around」にマインド・コントロール時代の未発表曲を追加しCD化
  - 収録曲・曲順が異なる初版（ジャケットがベージュ）と再発（ジャケットが「Around + Around」と同じ赤）がある
  - 初版

  1. PACK MY BACK
  2. いくつつくる into～赤いエナメル
  3. DON'T BREAK MY HEART
  4. KING KONG PARADICE～きみの香ほり
  5. 闇に語る
  6. SPACE TO TIME
  7. MISTRESS OF THE NIGHT
  8. REMEMBER EYES
  9. FRESH CHAPTER
  10. BACKWARD
  11. SAM OLD SING
  12. BACK STEP～TO-SHI-SYUN～EMPTY SPACE
  13. Mr.Mの子供は狐の狩りに出かけたパパの夢を見た (Part 1～4)
  14. CAFÉ DÉ METRO
  15. 池坊
  16. いくつつくる

  - 再発

  1. Pack My Bag
  2. Space To Time
  3. Mistress Of The Night
  4. Remember Eyes
  5. Fresh Chapter "Mixed Up 1967"
  6. Backward
  7. 赤いエナメル
  8. Don't Break My Heart
  9. King Kong Paradice
  10. Waiting For The Joke
  11. Cafe De Metro
  12. 闇に語る
  13. A SOUND MIND
  14. A SOUND BODY
  15. A SOUND MIND IN A SOUND BODY
5. アフター・ザ・ハッピー (1991年5月25日 キティレコード)
  - 初回限定VSD付き (「ベイビー・クライ・フォー・ミー」のPVを収録)

  1. ベイビー・クライ・フォー・ミー
  2. ホール・ロッタ・ラヴ - TBS『平成名物TV Ike Ike Club』エンディングテーマ
  3. 9月の海を愛せる日まで
  4. アシッド・トレイン
  5. たとえば霧の森で
  6. 記憶以前
  7. スプリング・アフタヌーン
  8. 愛のやさしさ
  9. アフター・ザ・ハッピー
  10. 夢色遊戯
6. Date of Birth (1992年7月1日 キティレコード)
  - ジャケットは横尾忠則画

  1. Do You Believe Yourself?
  2. 1969 - 九州朝日放送『情報回遊TV うるとらマンボウ』テーマ曲
  3. Time of Fire
  4. Book of Dream
  5. Because
  6. You Are My Secret
  7. Summer of Love
  8. Time After Time
  9. Lisa
  10. Remember Eyes
7. BLESS YOU ALL THE TIME (1993年10月6日 キティレコード)
  1. ラヴ・イズ・オール
  2. リッキーの不思議なREMトリップ
  3. ブレス・ユー・オール・ザ・タイム
  4. シャングリラ
  5. ダンデライオン
  6. 青い月は僕のもの - マルショク・サンリブ「女の一生。バレンタイン。編」 CM曲
  7. 名探偵に首ったけ - 宮崎シーガイア CM曲
  8. ウィル・ビー・マイン
  9. ジ・イヴニング・ニュース - テレビ朝日『ニュースフロンティア』エンディングテーマ
  10. 鏡の領域
8. KING OF WALTZ (1994年12月10日 キティレコード)
  - ベスト・アルバム

  1. PACK MY BAG
  2. 思い出の瞳(リメンバー・アイズ)
  3. KING OF WALTS
  4. 虹のつり橋
  5. OKAY!
  6. WELCOME TO NEVERLAND
  7. DAISY CHAIN
  8. YOU ARE MY SECRET
  9. FADE TO GREY
  10. TIME AFTER TIME
  11. COWBOY POP
  12. LOVE IS ALL
  13. THE EVENING NEWS
  14. COOKIE GIRL
  15. ECHOES OF LOVE
9. LA LU LA ROO (1995年10月25日 キティレコード) 
  - DOB名義
  - 世界初のエンハンスドCD (Macのみ対応)
  - 1996年に独BUNGALOWからも発売 (曲順が異なる)

  1. Baby Stand
  2. Au Revoir
  3. La Lu La Roo
  4. Well Away
  5. Free Your Love
  6. Wax
  7. James
  8. Sign of The Times
  9. Planet Dob
10. FA LA LE RA (Re-mix) (1995年)
  - DOB名義
  - "LA LU LA ROO"のリミックス盤
11. FOLK SONGS (1997年7月25日 キティレコード)
  1. 愛だろう
  2. 空飛ぶ円盤に乗って
  3. トランプソング
  4. 退屈なフランス旅行
  5. She's Leaving Home - ビートルズのカバー
  6. クレイジーなジンクス
  7. ブルーな一日
  8. ボートを作ろう
  9. バスルームとコーンウェル
  10. パラレルワールド
  11. 孤独なスペースシャトル
  12. ヴェルヴェットの舌触り
12. PLANET DOB (1999年8月25日 日本クラウン)
  1. introduction-Dob town
  2. how do you think?
  3. sleep in the mid-day's sun
  4. sometimes i breathe
  5. cosmic surfin'
  6. i beg your pardon...
  7. marshland
  8. dial m17
  9. some kinds of love
  10. alien in the dream
  11. vow
  12. greenish
13. ゴールデン☆ベスト (2006年7月5日 ユニバーサルミュージック)
  - 新曲3曲を含む2枚組ベスト・アルバム
  - DISC-01 1985-1991

  1. PACK MY BACK
  2. 思い出の瞳(REMEMBER EYES)
  3. 虹のつり橋
  4. ムタツミンダレ(禁じられた森の街)
  5. 嘘つきリンダ
  6. 愛の出来事
  7. 人生の交差点
  8. ようこそ!ネヴァーランドへ
  9. ハロー!ハロー!ハロー!
  10. ありふれた恋
  11. デイジー・チェイン
  12. テレフォン・ゴッド
  13. 君は僕のもの
  14. OKAY!
  15. アフター・ザ・ハッピー
  16. 記憶以前

  - DISC-02 1992-2006

  1. ユー・アー・マイ・シークレット
  2. サマー・オブ・ラヴ’69
  3. フェイド・トゥ・グレイ
  4. タイム・アフター・タイム
  5. CIRIBIRIBIN
  6. リッキーの不思議なREMトリップ
  7. 野良猫と魔術師
  8. ガルヴァニック・サーフ
  9. クッキー・ガール
  10. エコーズ・オブ・ラヴ
  11. Au Revoir
  12. 愛だろう
  13. 退屈なフランス旅行
  14. 女がいちばん似合う職業
  15. This Girls(in Love With You)
  16. Marry Lue

### サウンド・トラック
1. あなただけ見えない music from JOCX-TV's mysterious psycho drama (1992年2月26日 キティレコード)
  - フジテレビドラマ『あなただけ見えない』サウンドトラック

  1. YOU ARE MY SECRET (Evening Edition)
  2. YOU ARE MY SECRET (in KASHMIR)
  3. SUMMER OF LOVE '69
  4. AMBIVALENCE
  5. FADE TO GREY
  6. YOU ARE MY SECRET (Bon goes to LATIUM)
  7. STRANGE DAYS
  8. FUNNY MIRROR
  9. YOU ARE MY SECRET (Crab in RIO)
  10. RING MY BELL
  11. A RECURRING DREAM

### 映画音楽
- 女がいちばん似合う職業（1990年、アルゴプロジェクト）

### 企画盤参加
1. BETTENCHI (1986年 EPIC・ソニー・1992年再発売)
  - 収録曲「AROUND AROUND」「KING OF WALTZ」
2. LES ENFANTS　(1989年 ポリドール)
  - 収録曲「OKAY!」
3. 寺山修司トリビュート　失われたボールを求めて (1993年 Sony Records)
  - 収録曲「カウボーイポップ」
4. sushi 3003　(1997年 BUNGALOW)
  - 収録曲「Aim at El Paso」
5. sushi 4004　(1997年 BUNGALOW)
  - 収録曲「Some Kinds Of Love」 (DOB名義)

### ビデオ
1. Welcome to Date of Birth World(1992年 キティレコード)
  1. Introduction
  2. You Are My Secret
  3. Time After Time
  4. 1969
  5. Remember Eyes

### ゲームソフト
1. Planet Dob (プラネット・ドブ) (1999年11月18日 ハドソン)
  - プレイステーション用ゲームソフト
  - 重藤賢一がKen-1としてキャラクター&ゲームデザイン、CG制作を担当
  - Date of Birthが総合音楽プロデュースを担当